# Willem Boeschoten
Willem Cornelis (Willem) Boeschoten (Hilversum, 9 maart 1953), is een Nederlandse roeier en voormalig hoogleraar. Hij vertegenwoordigde Nederland bij verschillende grote internationale roeiwedstrijden. Zo nam hij eenmaal deel aan de Olympische Spelen, maar won hierbij geen medaille.

## Biografie
Boeschoten werd geboren op 9 maart 1953. Zijn eerste succes tijdens zijn sportcarrière boekte hij in 1975 door op de wereldkampioenschappen roeien een bronzen medaille te behalen. Deze prestatie leverde hij op het onderdeel twee zonder stuurman samen met roeipartner Jan van der Horst. Een jaar later maakte hij op dit onderdeel op 23-jarige leeftijd zijn olympische debuut bij de Olympische Spelen van Montreal. Met een tijd van 7.31,40 in de kleine finale eindigde hij wederom met Jan van der Horst op een tiende plaats overall.
Na zijn sportloopbaan begon hij aan zijn academische carrière. In 1992 promoveerde hij aan de Universiteit van Amsterdam in de Economische Wetenschappen en Econometrie op het proefschrift Currency use and payment patterns. Vervolgens was hij van 1998 tot 2003 als hoogleraar Algemene Economie verbonden aan de Rijksuniversiteit Groningen.
In zijn actieve tijd was hij aangesloten bij de Amsterdamse studentenroeivereniging ASR Nereus.

## Palmares
roeien (twee zonder stuurman)
- 1975:  WK - 7.11,49
- 1976: 10e OS - 7.27,22

roeien (dubbel twee)
- 1977:  Mds - 7.11,23

Willem Boeschoten · 
Jan van der Horst
- Bibsys: 2123282
- Bibliothèque nationale de France: cb12324738z (data)
- International Standard Name Identifier: 0000 0000 8380 7627
- Library of Congress Control Number: n84188967
- Nederlandse Thesaurus van Auteursnamen: 074612573
- Système universitaire de documentation: 077218078
- Virtual International Authority File: 49294869
- WorldCat: E39PBJy49jyQdk6W9c6xGg8Hmd